# Constant Jehotte
Constant Jehotte, né à Liège le 15 janvier 1809 et mort dans la même ville le 12 avril 1882, est un médailleur belge.

## Biographie

### Famille
Constant (Jean François Joseph Constantin) Jehotte, né à Liège le 15 janvier 1809 est le fils de Léonard Jehotte (1772-1851), graveur auprès de la Monnaie à Liège, et de Marie Anne Josèphe Delsupexhe (1782-1865). Deux de ses frères sont également artistes : Louis Jehotte (1803-1884), sculpteur et graveur et Charles Jehotte (1805-1855), graveur en médailles. Constant Jehotte épouse Barbe Florence Fréson (1814-1890), avec laquelle il a au moins trois filles : Laure (1843-1894), Elisa (née en 1850) et Joséphine.

### Formation
Constant Jehotte suit les cours à l'Académie royale de dessin de Liège, puis il se consacre à la gravure dans les ateliers sous la direction de son père. En 1839, il expose au Salon de Bruxelles des empreintes de sujets gravés en creux.

### Carrière
Au Salon de Bruxelles de 1848, grâce à son cadre de médailles, dont celle de la tête de Charles Alexandre de Lorraine, réalisée d'après la statue conçue par son frère Louis Jehotte, il obtient une médaille en vermeil. 
Constant Jehotte meurt, à l'âge de 73 ans, Rue Lambert-le-Bègue no 24, à Liège le 12 avril 1882.

## Œuvres

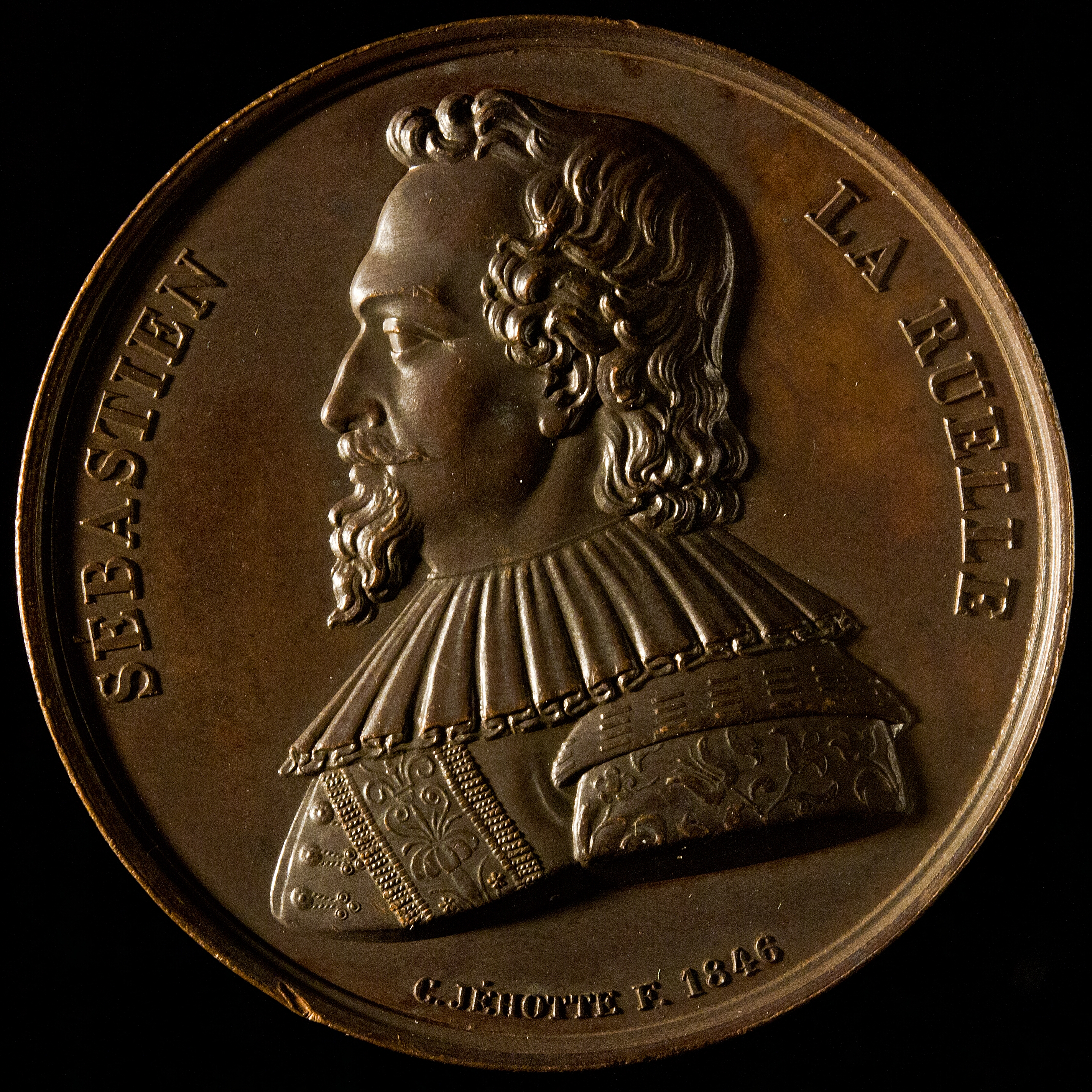
Représentation de Sébastien La Ruelle en 1846.

L'œuvre numismatique de Constant Jehotte comprend 64 numéros réalisés entre 1842 et 1882 :
- 1842 (1) : Léopold Ier, écoles communales de la province.
- 1843 (2) : Pont suspendu de Seraing.
- 1845 (3) : Société de Flore.
- 1845 (4) : Grétry.
- 1846 (5) : Buste de Sébastien La Ruelle.
- 1846 (6) : Petite médaille au buste de l'empereur Nicolas.
- 1846 (7) : Sainte Julienne.
- 1847 (8) : Concours établi par le Gouvernement pour la gravure des coins de la monnaie. Parmi les onze concurrents, Constant Jehoette est classé parmi les trois premiers et reçoit une indemnité de mille francs.
- 1847 (9) : John Cockerill.
- 1847 (10) : Henri-Joseph Orban.
- 1848 (11) : Vierge à l'enfant, médaille oblongue de petit module.
- 1848 (12) : Charles de Lorraine.
- 1849 (13) : Léopold Ier.
- 1850 (14) : Inondation de 1850.
- 1850 (15) : Le Perron liégeois, petite médaille octogone.
- 1850 (16) : François Prume.
- 1850 (17) : Théodore Weustenraad.
- 1850 (18) : Léopold Ier.
- 1850 (19) : Léopold Ier.
- 1851 (20) : Buste de Louis Jehotte.
- 1852 (21) : Armoiries de la ville de Mae.
- 1852 (22) : Érard de La Marck.
- 1853 (23) : Ferdinand Piercot, bourgmestre de Liège.
- 1853 (24) : Harmonie royale de Maastricht. Lyre couronnée.
- 1853 (25) : Léopold Ier.
- 1853 (26) : Léopold Ier.
- 1854 (27) : André Dumont.
- 1855 (28) : La Vierge glorieuse.
- 1856 (29) : Ville de Liège.
- 1857 (30) : Médaille de la ville de Liège.
- 1858 (31) : Auguste Delfosse.
- 1858 (32) : Le prince-évêque François-Charles de Velbrück.
- 1859 (33) : Léopold Ier.
- 1860 (34) : Grétry.
- 1860 (35) : Léopold ler.
- 1861 (36) : Charles Rogier.
- 1864 (37) : Léopold ler.
- 1864 (38) : La Sainte Famille.
- 1865 (39) : Perron.
- 1865 (40) : Léopold Ier.
- 1866 (41) : Trophée de chasse.
- 1866 (42) : Cinq peintres liégeois du XVIIe siècle.
- 1867 (43) : Léonard Jehotte, père de Constant.
- 1869 (44) : Joseph Lebeau.
- 1869 (45) : Léopold II.
- 1871 (46) : John Cockerill.
- 1872 (47) : Prison de Tournai.
- 1873 (48) : Léopold II.
- 1873 (49) : Léopold II.
- 1873 (50) : Prison de Huy.
- 1873 (51) : Monument de Charlemagne.
- 1874 (52) : Le Bon Camille de Tornaco.
- 1874 (53) : La Prison de Malines.
- 1875 (54) : La Prison de Neufchâteau.
- 1876 (55) : La Prison de Furnes
- 1875 (56) : La prison d'Ypres.
- 1877 (57) : 50e anniversaire de la fondation du Conservatoire royal de Liège.
- 1877 (58) :  La prison de Namur.
- 1879 (59) : Génie. Floreant pacis artes.
- 1879 (60) : Frédéric Rouveroy.
- 1879 (61) : Les combattants de Sainte-Walburge.
- 1880 (62) : Léopold II.
- 1881 (63) : Exposition de l'art ancien.
- 1882 (64) : Médaille restée inachevée du buste de Saint Lambert.

### Articleq connexes
- Louis Jehotte
- Salon de Bruxelles de 1848